# 细梗黄耆
细梗黄耆（学名：Astragalus munroi）为豆科黄芪属的植物。分布于巴基斯坦以及中国大陆的西藏等地，生长于海拔3,600米的地区，一般生于山坡石砾地，目前尚未由人工引种栽培。